# Семёнов, Демьян Филиппович
Демьян Филиппович Семёнов (10 июля 1938, село Николаевское, Ядринский район, Чувашская АССР, РСФСР, СССР  — 25 июня 2016, Чебоксары, Чувашская Республика, Российская Федерация) — советский и российский партийный и государственный деятель, журналист, главный редактор газеты «Хыпар» (Чувашия), председатель Верховного Совета Чувашской АССР (1985—1990).

## Биография
В 1959 году окончил Чувашский государственный педагогический институт, в 1973 году — Высшую партийную школу при ЦК КПСС.
С 1959 по 1988 год — работа в журналистике, в редакции газеты «Коммунизм ялавĕ», где прошел путь от литературного сотрудника до редактора крупнейшего республиканского периодического издания (с 1974 года).
С 1985 по 1990 годы — председатель Верховного Совета Чувашской АССР одиннадцатого созыва.
C 1988 по 1991 годы — секретарь Чувашского областного комитета КПСС.
С 1991 по 1995 годы — работал Чувашском филиале экспериментальной научно-производственной фирмы «Российские семена».
С 1995 по 2006 годы — начальник редакционно-издательского отдела аппарата Государственного совета Чувашской Республики. Под его руководством обеспечивались редактирование, перевод законов Чувашской Республики, иных правовых актов республиканского парламента и их официальное опубликование.
Общественно-политическая деятельность: депутат, член исполнительного комитета Чебоксарского городского Совета депутатов трудящихся, депутат Верховного Совета Чувашской АССР девятого — двенадцатого созывов.
С 1984 по 1989 год возглавлял правление Союза журналистов Чувашской АССР, избирался членом правления Союза журналистов СССР.

## Память
Похоронен в зоне почётных захоронений Яушского кладбища города Чебоксары.

## Награды и звания
- Орден Трудового Красного Знамени
- Орден «Знак Почёта»
- Медаль «В ознаменование 100-летия со дня рождения Владимира Ильича Ленина» (1970)
- Почетная грамота Президиума Верховного Совета Чувашской АССР
- Почетная грамота Государственного Совета Чувашской Республики
- Почетное звание «Заслуженный работник культуры Чувашской АССР»